# Halka
A Halka Stanisław Moniuszko négyfelvonásos operája, amelyet a lengyelek nemzeti operájukként tisztelnek. A darab színpadi bemutatójára 1854-ben került sor, az opera premierje azonban már 1848. január 1-jén lezajlott egy koncertszerű előadás keretén belül.

## Az opera története
1846 tavaszán parasztfelkelés tört ki Lengyelországban. A nemesség egy része szimpatizált a felkelőkkel, de hatalmuk és vagyonuk védelme végül a cár mellé állította őket. Így a parasztoknak nemcsak az elnyomó oroszokkal, de saját nemességükkel is szembe kellett nézniük. A felkelést hamar leverték, de a forradalmi hangulat még évekig fennmaradt, és az értelmiség jelentős részét szembeállította a hatalommal. Wlodzimierz Dionizy Wolski, a fiatal, huszonkét éves költő is közéjük tartozott. A csak a jóléttel törődő, a népet sanyargató urakkal szembeni rosszallását Halka című költeményében fejezte ki. Ez a vers volt az opera közvetlen előzménye, ami megihlette Moniuszkót, aki időközben jó barátságba került a költővel. Végül meg is kérte, hogy írjon neki operaszövegkönyvet a költeményből.
A varsói opera forradalminak minősítette a darabot, és megtagadta a bemutatását. Így végül a zeneszerző kénytelen volt beleegyezni, hogy a vilnai műkedvelők koncertszerűen adják elő a darabot. Az opera első, kétfelvonásos változata így egy koncertszerű előadás keretén belül csendült fel először 1848 januárjában, majd sor került a darab színházi bemutatójára is a vilnai színházban. A cenzúra erősen meghúzatta a művet, de Moniuszko sem volt megelégedve munkájával. Időközben aztán a varsói opera is jelezte, hogy hajlandó lenne bemutatni a darabot. Így aztán a varsói bemutató előkészületei megteremtették Moniuszko számára az alkalmat műve átdolgozásához, amit négyfelvonásossá bővített. Az 1858. január 1-jén lezajlott varsói bemutató nagy sikert aratott.
1866-ban került sor az opera prágai, 1870-ben a szentpétervári és a moszkvai, 1892-ben a bécsi bemutatójára. 1905-ben a darabot Milánóban is színpadra állították. A Halka magyarországi ősbemutatójára 1952-ben került sor.

## Az opera szereplői és helyszínei
| Szereplő                          | Hangfekvés |
| --------------------------------- | ---------- |
| Halka, parasztlány                | szoprán    |
| Jontek, parasztlegény             | tenor      |
| Sztolnik, királyi asztalnokmester | basszus    |
| Zsófia, a lánya                   | szoprán    |
| Janusz, főnemes                   | bariton    |
| Dziemba, sztolnik udvarmestere    | próza      |
| Dudás                             | bariton    |

- Kórus: vendégek, nemes urak és hölgyek, jobbágyok.
- Történik: Lengyelországban, a 18. század második felében.
- Színhely: I. felvonás. Park Sztolnik kastélya előtt, II. felvonás: a kastély mögött, III. felvonás: hegyvidék, IV. felvonás: egy hegyi kápolna előtti térség.
- Játék idő: két és fél óra.

## Az opera cselekménye

### I. felvonás
Zsófia és Janusz kézfogóját ünneplik. A vendégek a parkból a kastélyba vonulnak. Zsófia, Janusz és Sztolnik néhány percre egyedül marad a parkban. Az éjszaka csendjét hirtelen panaszos énekhang töri meg. Janusz felismeri Halka hangját. Menyasszonyát és leendő apósát előreküldi. Mikor egyedül marad, megjelenik Halka. A lány boldogan rohan szerelméhez, fogalma sincs róla, hogy Janusz ma tartotta a kézfogóját. A férfi menekülni igyekszik a kínos helyzetből. Nincs bátorsága felfeni a lány előtt az igazságot, így elküldi Halkát a kőkereszthez, hogy ott várjon rá, hamarosan utánamegy majd.

### II. felvonás
Miután Halka hiába várta kedvesét, visszatér a kastélyhoz. Vele van Jontek is, aki tudja, miért dobta el magától a főúr kedvesét. Halka benéz a kastély ablakain. A kivilágított termekben még javában folyik a mulatozás. Jontek őszintén szereti a lányt. Kérleli, hogy térjen vele vissza a hegyekbe, ahol nem érheti bántódás. De Halka nem figyel rá. Eszelősen elkezd dörömbölni a kastély ajtaján. A zajra kisietnek a vendégek a kastélyból, s mikor meglátják Halkát és Jonteket, elzavarják őket.

### III. felvonás
A szegényes gorál falucska terén a heti munka után, vasárnap összejött a lakosság egy kis társalgásra, táncra, mulatozásra. Egyszer csak Jontek és Halka toppan be. A fiú elmeséli a falusiaknak, hogyan bánt velük a főuruk: elzavarta őket, mint a kutyákat. Halka közben egyre zavarosabban viselkedik. Gondolatai egyre csak szerelme körül járnak, miközben valóság és képzelet összekeveredik emlékezetében.

### IV. felvonás
A kastélyhoz tartozó kápolna előtt gyülekeznek a parasztok, hogy uruk parancsára jelen legyenek az esküvőn, és ünnepeljék az ifjú párt. Velük van Halka is. Megjelenik az ifjú pár, bevonul a templomba. Ezután Halka szívét megszállja a bosszúvágy: elhatározza, hogy felgyújtja a templomot, hogy hűtlen kedvese menyasszonyával együtt elpusztuljon. De eztán felhangzik a nép ájtatos éneke, és ez megtorpantja Halkát. Eldobja a kezében lévő fáklyát, megbocsát Janusznak, majd beleveti magát egy kőszikláról a folyóba, hogy soha többé ne kerülhessen a férfi útjába. Mire Jontek kiabálására kicsődül a násznép a kápolnából, Halka már halott.

## Az opera zenéje
Moniuszko jól ismerte a korabeli francia és olasz operákat, valamint a lengyel folklórt. Elsősorban ebből a három forrásból merített operája komponálása közben, de nem tudta olyan biztos kézzel egyesíteni az egymástól idegen hatásokat, mint Smetana, Glinka, vagy akár Erkel. Ennek következtében a Halkában nem ötvöződött tökéletesen egységes egésszé a sokféle zenei anyag, de az átlagos operalátogató ebből mit sem vesz észre. Moniuszko legszebb dallamai azok a lírai melódiák, amelyek valamilyen mélabús, elmélkedő mondanivalót hordoznak. De a zeneszerző nem érzékeli, hogy meddig nyújtható egy ilyen ária vagy együttes terjengősség nélkül, így a különben kifejező és hatásos zenei anyag olykor túlságosan is terjengős lett. Ugyanakkor a gyors pergő részekből sokszor hiányzik az igazi mondanivaló, így azok üressé válnak. A kórusrészek olykor nagyon statikus jellegűek.
Moniuszko a korízlésnek engedett, mikor az olasz és a francia opera dallam-, és harmóniavilágából vett elemekkel tűzdelte meg a lengyel népzenei alapszövetet. Ennek köszönhetően az opera nem kelti teljesen egységes, kiegyensúlyozott mű benyomását. Viszont egyértelműen előnyére vált az operának, hogy a zeneszerző teljesen elhagyta az egyes énekszólamok önkényes koloratúrázását. Zenéjével teljesen a cselekmény mozzanatainak, illetve a szereplők belső világának az érzékeltetésére, jellemzésére törekedett. Ezáltal operája merészen újszerűvé és előremutatóvá vált. Az együttesek és az áriák kidolgozottak, a hangszerelés gazdag, a kórusra jelentős feladata hárul. Az opera dallamai összességében behízelgőek és hatásosak. A Halka egy jól játszható, ha nem is tökéletes, 19. századi opera.

## Hangfelvételek
Halka – Barbara Zagórzanka, Jontek - Wieslaw Ochmann, Sztolnik – Jerzy Ostapiuk, Zsófia – Ryszarda Racewicz, Janus – Andrzej Hiolski, Dziemba – Marek Wociechowski, Dudás – Robert Mlynarski. Közreműködik: a varsói Teatr Wielki ének- és zenekara, vezényel: Robert Stanowski. A felvétel helye: Varsó, Teatr Wielki, 1986. október 14. (élő előadás felvétel).  A kiadás éve: 1987. CPO 999 032-2 2 CD DDD Stereo